# Herrarnas fyra utan styrman i rodd vid olympiska sommarspelen 1976
Herrarnas fyra utan styrman i rodd vid olympiska sommarspelen 1976 avgjordes mellan den 18 och 25 juli 1976. Grenen hade totalt 60 deltagare från 15 länder.

## Medaljörer
| Gren              | Guld                                                                        | Silver                                                     | Brons                                                                                   |
| Fyra utan styrman | Östtyskland Siegfried Brietzke Andreas Decker Stefan Semmler Wolfgang Mager | Norge Ole Nafstad Arne Bergodd Finn Tveter Rolf Andreassen | Sovjetunionen Raul Arnemann Nikolaj Kuznetsov Valerij Dolinin Anushavan Gasan-Dzhalalov |

## Resultat

### Final
| Placering | Roddare                                                                         | Land          | Tid     |
| --------- | ------------------------------------------------------------------------------- | ------------- | ------- |
| 1         | Siegfried Brietzke, Andreas Decker, Stefan Semmler och Wolfgang Mager           | Östtyskland   | 6:37,42 |
| 2         | Ole Nafstad, Arne Bergodd, Finn Tveter och Rolf Andreassen                      | Norge         | 6:41,22 |
| 3         | Raul Arnemann, Nikolaj Kuznetsov, Valerij Dolinin och Anusjavan Gasan-Dzjalalov | Sovjetunionen | 6:42,52 |
| 4         | Bob Murphy, Grant McAuley, Des Lock och David Lindstrom                         | Nya Zeeland   | 6:43,23 |
| 5         | Brian Dick, Phil Monckton, Andrew van Ruyven och Ian Gordon                     | Kanada        | 6:46,11 |
| 6         | Bernhard Fölkel, Klaus Roloff, Wolfgang Horak och Johann Konertz                | Västtyskland  | 6:47,44 |